# Harold Rosson
Harold Rosson, född 6 april 1895, död 6 september 1988, var en amerikansk filmfotograf. Han var gift med skådespelerskan Jean Harlow 1933-1935.